# 摩訶僧祇律
《摩訶僧祇律》，簡稱《僧祇律》，全名意思是「大眾律」，是大眾部的戒律書，由東晉法顯和尚至中天竺求取。東晉義熙十四年，佛陀跋陀羅與法顯 一同漢譯，共40卷。為大眾部所傳的戒律，其流傳經由了27位尊者。

## 歷史沿革
最早在曹魏嘉平二年（250），中印度昙柯迦罗于洛阳白马寺译出《僧祇戒本》。咸康年間又有沙门僧建于月支国得《僧祇尼羯磨》及《戒本》。义熙十四年二月法显于道场寺与佛陀跋陀罗共同译出《摩诃僧祇律》。《僧祇律》盛行於南北朝時期，與鳩摩羅什譯出的《十誦律》皆為顯學，江南一帶多尊崇《十誦律》，關中則多尚《僧祇律》。至隋唐時期，《四分律》盛行，取代十誦律和僧祇律，成為律學之主流。
經錄中有時會因為「律分五部」的異說，訛誤大眾部的《摩訶僧祇律》為犢子部的《婆麤富羅律》。

## 引用
1. ↑  《摩訶僧祇律私記》：佛泥洹後，大迦葉集律藏為大師宗，具持八萬法藏。大迦葉滅後，次尊者阿難亦具持八萬法藏，次尊者末田地亦具持八萬法藏，次尊者舍那婆斯亦具持八萬法藏，次尊者優波崛多世尊記無相佛，如降魔因緣中說，而亦能具持八萬法藏。於是遂有五部名生：初曇摩崛多別為一部，次彌沙塞別為一部，次迦葉維復為一部，次薩婆多。薩婆多者，晉言說一切有。所以名一切有者，自上諸部義宗各異。薩婆多者，言過去、未來、現在中陰各自有性，故名一切有。於是五部並立紛然競起，各以自義為是。時阿育王言：「我今何以測其是非？」於是問僧：「佛法斷事云何？」皆言：「法應從多。」王言：「若爾者，當行籌知何眾多。」於是行籌。取本眾籌者甚多，以眾多故，故名摩訶僧祇。摩訶僧祇者，大眾名也。
2. ↑  法顯自記遊天竺事《高僧法顯傳》：從彼波羅[木*奈]國東行還到巴連弗邑。法顯本求戒律。而北天竺諸國。皆師師口傳無本可寫。是以遠涉乃至中天竺。於此摩訶衍僧伽藍得一部律。是摩訶僧祇眾律。佛在世時最初大眾所行也。於祇洹精舍傳其本。自餘十八部各有師資。大歸不異。然小小不同。或用開塞但此最。是廣說備悉者。復得一部抄律。可七千偈。是薩婆多眾律。即此秦地眾僧所行者也。亦皆師師口相傳授不書之於文字。
3. ↑  《摩訶僧祇律·雜誦跋渠法·五百比丘集法藏》記載：1.優波離 2.陀娑婆羅 3.樹提陀娑 4.耆哆 5.根護 6.法高 7.巨醯 8.目哆 9.能護 10.摩訶那 11.摩求哆 12.巨舍羅 13.牛護 14.善護 15.護命 16.差陀 17.耶舍 18.弗提羅 19.耆婆伽 20.法護 21.提那伽 22.法錢 23.龍覺 24.僧伽提婆 25.法勝 26.弗沙婆陀羅 27.道力。
4. ↑  僧祐《出三藏記集》錄中卷第三《婆麤富羅律(四十卷)》：婆麤富羅者。受持經典。皆說有我不說空相。猶如小兒。故名為婆麤富羅。此一名僧祇律。……後時五部異執紛然競起。阿育王言。皆誦佛語。我今何以測其是非問僧。佛法斷事云何。諸僧皆言。法應從多。阿育王即集五部僧共行籌當。爾時眾取婆麁富羅部籌多。遂改此一部為摩訶僧祇摩訶僧祇者。
5. ↑  印順《印度之佛教》：「傳五部者不一，『大集經』以曇摩毱多，薩婆帝婆，迦葉毘，彌沙塞，婆蹉富囉為五部……『僧祇律私記』、『舍利弗問經』、『大比丘三千威儀』、『佛本行集經』，又別傳一說，以曇無德，彌沙塞，迦葉遺，薩婆多，摩訶僧祇為五部，獨缺犢子。」